# Gyraulus convexiusculus
Gyraulus convexiusculus is een slakkensoort uit de familie van de Planorbidae. De wetenschappelijke naam van de soort is voor het eerst geldig gepubliceerd in 1849 door Hutton.